# Законност
Законността е политико-правен режим при който държавата и в частност нейните публични органи – съд, прокуратура, полиция, както и гражданите и другите субекти на правото са длъжни стриктно да се придържат към установения по силата на основния закон правов ред, съблюдавайки правните норми, законите и въобще правото в неговата систематизираност.

## Принцип на законност
Принципът на законност обуславя начина на формиране и функциониране на системата на правото по отношение на прилагането на законовите разпоредби и спазването на законовите изисквания от субектите на правото. Принципът на законност се характеризира с:
1. Върховенство на закона;
2. Единство на законността посредством правовата държава;
3. Всеобщност или универсалност на принципа на законност (отнася се до всички субекти без изключение);
4. Целесъобразност на законността – виж и цел на закона;
5. Равенство пред закона;
6. Гарантиране на основните права и свободи;
7. Неотвратимост на наказанието при осъществено правонарушение;
8. Зависимост между законността и правната култура на обществото;

## Гаранции на законност
Гаранциите за законност са обективните условия, субективните фактори, както и специалните средства, обезпечаващи режима на законност. Те биват:
- икономически;
- политически;
- духовни;
- обществени;

Специалните средства обезпечаващи режима на законност са юридически и организационни.
Правните гаранции са материалноправни способи и процесуалноправни средства, последните подсигуряващи защитата в случай на нарушение на правата и свободите на гражданите и т.н. Друг способ подсигуряващ законността е междуведомствения и вътрешноведомствения контрол.
Съдебният контрол е универсален способ за защита на основните права и свободи и за спазването на принципа на законност. Адвокатурата играе важна роля в опазването на законността.
За опазването на законността е важно спазването на основния закон – Конституцията. Съгласно българската конституция, тя е „върховен закон и другите закони не могат да ѝ противоречат“, като „разпоредбите (правните ѝ норми) на Конституцията имат непосредствено действие“ (чл. 5, ал. 1 и ал. 2).